# Jean François Nicolas Marchoux
Pour les articles homonymes, voir Marchoux.
Jean François Nicolas Marchoux, né le 23 août 1754 à Aubenton, dans le département de l'Aisne,  mort le 2 décembre 1819 à Roche, est un avocat, juriste et un homme politique français. Il est notamment député des Ardennes au Conseil des Cinq-Cents.

## Biographie
Il est le fils de Jean Marchoux, inspecteur général des bois et domaines du Prince de Condé, et Hélène Bonneville, directrice de la poste aux lettres de Clermont-en-Argonne en 1786. Avocat au parlement, il est pourvu le 18 août 1784 de la charge de procureur au Parlement de Paris,. 
Après la Révolution, il devient commissaire près du tribunal de district de Vouziers. Il se voit céder par son beau-frère, Déâ, un domaine agricole à Roche, la ferme de Fontenille, acquis comme bien national. C'était une ancienne propriété de l’Abbaye Saint-Pierre-les-Dames de Reims. Mais il doit patienter pendant six ans pour en bénéficier à la suite d'un bail concédé à l'ancien fermier locataire des religieux, Jean Baptiste Nicolas Cuif. Un bail d'une durée particulièrement longue, signé, semble-t-il, peu avant l'adjudication, ce qui n'aurait pas du être possible.  L’adjudication de la ferme de Fontenille est un épisode assez significatif sur les mises à prix des  biens du clergé dans les Ardennes. Loin d’être l’occasion d’une redistribution de terres au profit de paysans modestes, ces ventes sont suivies et parfois orchestrées par les meilleures fortunes du département qui en profitent pour accroître leurs biens. Lors de la mise à prix de ce bien sur le territoire de Roche, en janvier 1791, le beau-frère, Déâ, ancien procureur fiscal de la maîtrise des eaux et forêts  de Clermont-en-Argonne est contraint de monter les enchères face au notaire de Voncq, Paul Robert, le frère du futur député conventionnel Michel Robert qui suivait de près les ventes dans le Vouzinois,. 
En 1795, Marchoux est élu, au suffrage censitaire, député des Ardennes au conseil des Cinq-Cents. le 22 vendémiaire an IV, par 140 voix sur 189 votants. Il est très discret lors des séances de l'Assemblée, mais ce mandat national renforce sa notabilité locale, dans les Ardennes. Rallié au Consulat, après le coup d'État du 18 Brumaire, il devient président du tribunal civil de Vouziers en mai 1800.